# Raión de Voroshílov (Donetsk)
Raión de Voroshílov (en ucraniano: Ворошиловський район) es un raión o distrito urbano de Ucrania, en la ciudad de Donetsk. 
Comprende una superficie de 10 km².

## Demografía
Según estimación 2010 contaba con una población total de 94168 habitantes.